# Théorème de Cayley
Ne doit pas être confondu avec Théorème de Cayley-Hamilton.
En théorie des groupes, le théorème de Cayley est un résultat élémentaire établissant que tout groupe se réalise comme groupe de permutations, c'est-à-dire comme sous-groupe d'un groupe symétrique :

Tout groupe G est isomorphe à un sous-groupe du groupe symétrique S(G) des permutations de G. En particulier, si G est un groupe fini d'ordre n, il est isomorphe à un sous-groupe de Sn.

## Remarques
- Si G est d'ordre n, le groupe Sn dans lequel il est plongé est d'ordre n!.
- Le théorème se reformule en disant que tout groupe agit fidèlement sur lui-même. L'action que l'on construit est en fait même simplement transitive.

## Utilisations
- Ce théorème est utilisé en théorie des représentations de groupes. Soient G un groupe et {\displaystyle (e_{g})_{g\in G}} une base d'un espace vectoriel E de dimension |G|. Le théorème de Cayley indique que G est isomorphe à un groupe de permutations des éléments de la base. Chaque permutation peut être prolongée en un endomorphisme de E qui ici, par construction, est un automorphisme de E. Cela définit une représentation du groupe : sa représentation régulière.
- Il intervient aussi dans une démonstration du premier théorème de Sylow.

## Historique
Le théorème est habituellement attribué à Arthur Cayley et daté de 1854. Cependant il est parfois aussi attribué à Camille Jordan, qui l'a formulé et prouvé plus explicitement dans un traité en 1870, : les permutations tg sont « régulières », c'est-à-dire que pour g ≠ e, tg est sans point fixe et les cycles disjoints dont elle est produit sont tous de même longueur.